# Donald Sjoberg
Donald W. Sjoberg (* 2. November 1930 in Erickson, Manitoba, Kanada) ist ein kanadischer lutherischer Geistlicher und ehemaliger Leitender Bischof der Evangelical Lutheran Church in Canada.

## Leben und Wirken
Er entstammt einer schwedischen Familie, die 1905 nach Kanada auswanderte, und ist der Sohn des Farmerehepaares John und Winnie Sjoberg. Getauft und konfirmiert wurde er in der Bethlehem Lutheran Church in Scandinavia / Erickson. Nach dem Besuch des College studierte Donald Sjoberg an der University of Saskatchewan und am Lutherischen Seminar in Saskatoon. 1954 wurde er vom damaligen Kirchenpräsidenten Oscar Benson in der Bethlehem Lutheran Church ordiniert und wirkte anschließend als Pastor in der Augustana Lutheran Church in Edmonton, Alberta. Im Jahr 1960 wurde er Direktor der Canadian Missions of Western Canada. Die Western Canada Synod wählte ihn 1970 zu ihrem Bischof. Als sich 1985 zwei der lutherischen Kirchen Kanadas, die Evangelical Lutheran Church of Canada und die drei auf kanadischem Gebiet liegenden Synodalbezirke der Lutheran Church in America zusammenschlossen, wurde er zum ersten National Bishop der neugegründeten Evangelical Lutheran Church of Canada gewählt.
1993 trat Donald Sjoberg in den Ruhestand. Von 2008 bis 2012 war er Präsident der Augustana Heritage Association. Der Swedish Council of America verlieh ihm 2013 den Great Achievement Award für seine Verdienste um die schwedische Gemeinschaft in Kanada.

## Persönliches
Donald Sjoberg ist seit 1953 mit Trudy Woldrich verheiratet. Sie haben vier Kinder, sechs Enkel und vier Urenkel. Seit 2011 lebt das Ehepaar in Edmonton in der Nähe seiner Kinder.